# آرثر غويليرمي
آرثر غويليرمي هو لاعب كرة قدم برازيلي، ولد في 16 مايو 1994 في أوبيرلانديا في البرازيل. لعب مع نادي برشلونة لكرة القدم داخل الصالات.